# William L. Springer

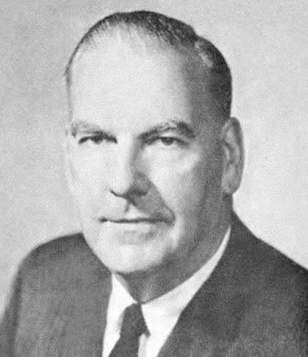
William L. Springer (1971)

William Lee Springer (* 12. April 1909 in Sullivan, Sullivan County, Indiana; † 20. September 1992 in Champaign, Illinois) war ein US-amerikanischer Politiker. Zwischen 1951 und 1973 vertrat er den Bundesstaat Illinois im US-Repräsentantenhaus.

## Werdegang
William Springer besuchte die öffentlichen Schulen seiner Heimat und danach die Culver Military Academy. Anschließend studierte er bis 1931 an der DePauw University in Greencastle. Nach einem Jurastudium an der University of Illinois und seiner 1935 erfolgten Zulassung als Rechtsanwalt begann er in Champaign in diesem Beruf zu arbeiten. Zwischen 1940 und 1942 war er Staatsanwalt im Champaign County. Während des Zweiten Weltkrieges diente Springer von 1942 bis 1945 als Offizier in der US Navy. Von 1946 bis 1950 fungierte er als Bezirksrichter im Champaign County.
Politisch schloss sich Springer der Republikanischen Partei an. Bei den Kongresswahlen des Jahres 1950 wurde er im 22. Wahlbezirk von Illinois in das US-Repräsentantenhaus in Washington, D.C. gewählt, wo er am 3. Januar 1951 die Nachfolge von Rolla C. McMillen antrat. Nach zehn Wiederwahlen konnte er bis zum 3. Januar 1973 elf Legislaturperioden im Kongress absolvieren. In diese Zeit fielen unter anderem der Kalte Krieg, der Koreakrieg, der Vietnamkrieg und innenpolitisch die Bürgerrechtsbewegung.
1972 verzichtete William Springer auf eine erneute Kandidatur. In den Jahren 1973 bis 1975 war er Mitglied der Federal Power Commission; von 1976 bis 1979 gehörte er der Federal Election Commission an. Er starb am 20. September 1992 in Champaign.